# Eurygastropsis tasmaniae
Eurygastropsis tasmaniae là một loài ruồi trong họ Tachinidae.